# パペ・パイェ
パペ・アブドゥ・パイェ（Pape Abdou Paye 、1990年5月31日 - ）は、フランス・リヨン出身の元プロサッカー選手。現役時代のポジションは、ディフェンダー（フルバック）。セネガル系フランス人。

## 経歴
2019年1月、ASナンシーに移籍した。